# Kader Walid
Le Walid est un véhicule blindé de transport de troupes développé en Égypte et produit par Kader Factory for Developed Industries (en).

## Historique
Le Walid est développé et produit en Égypte par Kader Factory for Developed Industries (en) à partir de la fin des années 1950. Entré en service dans l’armée égyptienne en 1960, il est utilisé pour la première fois au combat pendant la guerre des Six Jours en 1967. L’armée égyptienne le remplace à la fin des années 1980 par le Fahd.

## Caractéristiques
Le Walid ressemble extérieurement au BTR-152 dont il est probablement inspiré. La coque blindée en acier soudé est en effet similaire, avec un compartiment passager ouvert sur le dessus, particularité qui évite les problèmes de ventilation en environnement désertique, mais rend les occupants vulnérables aux attaques venant du dessus, aux grenades et aux projectile à trajectoire parabolique, par exemple ceux des mortiers. Comme sur le BTR-152, l’accès au compartiment passager ne peut se faire que par les portes arrières ou en escaladant les flancs, tandis que le conducteur et le commandant se trouvent à l’avant dans une cabine fermée dont les fenêtres disposent de volets blindés. Le compartiment passager dispose de trois sabords de chaque côté et deux à l’arrière, permettant aux passagers de tirer sur des assaillants sans trop s’exposer.
La motorisation est en revanche très différente de celles de ses homologues soviétiques. Le Walid utilise en effet un châssis Magirus-Deutz 4 × 4 avec un moteur Diesel Mercedes-Benz V8 d’une puissance brute de 160 hp.

### Données techniques
| Modèle                     | Walid                      |
| -------------------------- | -------------------------- |
| Équipage                   | 2 (+8 passagers)           |
| Longueur hors-tout         | 6,12 m                     |
| Largeur hors tout          | 2,57 m                     |
| Hauteur                    | 2,30 m                     |
| Masse                      | 5 400 kg                   |
| Motorisation               | Mercedes Benz V8           |
| Puissance brute            | 160 hp (125 kW)            |
| Vitesse maximale sur route | 85 km/h                    |
| Autonomie sur route        | 800 km                     |
| Blindage                   | environ 9 mm               |
| Armement                   | 1 mitrailleuses de 7,62 mm |